# 白雉
白雉（650年二月十五—654年十一月二十四），亦作白鳳，是日本飞鸟时代孝德天皇年号，4年餘。

## 改元
- 大化六年二月十五（650年3月22日）：改元白雉。
- 白雉五年十月初十（654年11月24日）：孝德天皇驾崩，停用年号直至686年。

## 出典
- 《汉书》卷十二：
  - “元始元年春正月，越裳氏重译献白雉一”

## 纪年
| 白雉 | 元年  | 二年  | 三年  | 四年  | 五年  |
| 公元 | 650年 | 651年 | 652年 | 653年 | 654年 |
| 干支 | 庚戌  | 辛亥  | 壬子  | 癸丑  | 甲寅  |

## 參看
- 日本年號索引
- 同期存在的其他政权年号
  - 永徽（650年正月—655年十二月）：唐朝政权唐高宗李治年号